# Gärstenhörner
Die Gärstenhörner (früher Gerstenhörner; zusammenfassend auch Gärstenhoren Sg.) sind eine Bergreihe der Triftgruppe in den Urner Alpen auf der Grenze zwischen den Kantonen Bern und Wallis.
Über die Bergkette verläuft die kontinentale Wasserscheide zwischen den Flussgebieten des Rheins und der Rhone.

## Geografie
In der von Norden nach Süden verlaufenden Bergkette zwischen dem Rhonegletscher im Wallis auf der Ostseite und dem oberen Haslital mit der Berner Gemeinde Guttannen im Westen bilden die Gärstenhörner die letzten markanten Dreitausender. Vom Diechterhorn (3389 m ü. M.) und dem Tieralplistock (3383 m ü. M.) aus erstreckt sich der scharf ausgebildete Berggrat sechs Kilometer weit gegen Süden. Auf den nördlichen Gratabschnitt mit den Hinteren Gelmerhörnern folgen das Hinter Gärstenhorn (3173 m ü. M.), dann nach der Gärstenlicke das Mittler Gärstenhorn (3189 m ü. M.) und zuletzt das Vorder Gärstenhorn (3167 m ü. M.). Von diesem zieht der Gärstengrat nach Südwesten weiter und erreicht nach 1,5 Kilometern mit dem Hohhoren (2831 m ü. M.) den letzten Berggipfel, bevor der Grat am Berghang nordöstlich des Grimselpasses ausläuft.
Das Hinter Gärstenhorn weist einen weit in eine andere Richtung laufenden Seitengrat auf: Das Tafelgrätli im Westen hat eine Länge von 2,2 Kilometern und führt bis zum Schoibhoren, das den Gelmersee im Südosten dominiert. Vom Hohhoren läuft der steil abfallende Rücken Summeregg gegen Westen in das Tal zum Summerloch an der Aare hinunter. Am Bergmassiv südlich des Vorder Gärstenhorns liegt der langgezogene, schwach ausgeprägte Rücken des Nägelisgrätlis.
Wie die ganze Bergkette weisen auch die Gärstenhörner an ihren sehr steilen Bergflanken noch einige Reliktgletscher auf. Während des Eiszeitalters ragte der oberste Granitkranz des Grates als Nunataker noch über den höchsten Stand der Gletscher hinaus und erhielt seine gezackten Formen durch die Erosion. Ihre vom Eis bedeckten Flanken wurden dagegen von den Gletschern überformt und haben deshalb abgeschliffene, gerundete Formen. Während im Bergtal auf der Ostseite der Gärstenhörner noch der Rest des Rhonegletschers liegt, ist der ehemalige Aaregletscher im Westen weit zurückgewichen und hat das Tal aper zurückgelassen, durch das die Grimselstrasse führt. Noch um 1900 floss der Hanggletscher östlich der Bergkette bis zum Rhonegletscher hinunter, doch etwa seit den 1960er Jahren ist die Verbindung der Gletscherfelder unterbrochen, und nur ein Firn- und Eisfeld knapp unter den Gratzacken ist (Stand: um 2023) noch vorhanden. Das Eisfeld westlich der Berggruppe heisst Gärstengletscher. Dieser hatte um 1900 eine Fläche von mehr als einem Quadratkilometer und ist inzwischen jedoch noch stärker abgeschmolzen und in einzelne kleine Felder zerfallen. An dieser steilen Bergflanke fliessen der Bockbach und der Gärstenbach in das Aaretal hinunter und münden in den Räterichsbodensee (1792 m ü. M.). Unter der 400 Meter hohen Nordwand des Hinter Gärstenhorns und dem Tafelgrätli blieb noch ein Relikt des zerfallenen Gelmergletschers übrig.

## Mineralien
Rund um die Berggipfel sind mehrere bedeutende Fundorte von Rauchquarz und weiteren Mineralien bekannt.

## Schutzgebiete
Die Gärstenhörner markieren die Grenzen mehrerer Schutzgebiete. Im Beschluss des Regierungsrats des Kantons Bern vom 1. August 1958 über die Errichtung des kantonalen Naturschutzgebiets Grimsel sind sie als dessen nordöstlicher Grenzabschnitt erwähnt.
Auf dem Grat berühren sich die zwei Landschaftsschutzgebiete «Berner Hochalpen und Aletsch-Bietschhorn-Gebiet (nördlicher Teil)» und «Rhonegletscher mit Vorgelände» des Bundesinventars der Landschaften und Naturdenkmäler von nationaler Bedeutung (BLN).